# Appleton (Wisconsin)
Appleton es una ciudad ubicada en el condado de Outagamie en el estado estadounidense de Wisconsin. En el Censo de 2010 tenía una población de 72 623 habitantes y una densidad poblacional de 1129,96 personas por km².

## Geografía
Appleton se encuentra ubicada en las coordenadas 44°16′44″N 88°23′34″O / 44.27889, -88.39278. Según la Oficina del Censo de los Estados Unidos, Appleton tiene una superficie total de 64,27 km², de la cual 63 km² corresponden a tierra firme y (1,97%) 1,27 km² es agua.

## Demografía
Según el censo de 2010, había 72 623 personas residiendo en Appleton. La densidad de población era de 1129,96 hab./km². De los 72 623 habitantes, Appleton estaba compuesto por el 87,51% blancos, el 1,67% eran afroamericanos, el 0,67% eran amerindios, el 5,89% eran asiáticos, el 0,03% eran isleños del Pacífico, el 2,23% eran de otras razas y el 1,98% pertenecían a dos o más razas. Del total de la población el 5,02% eran hispanos o latinos de cualquier raza.